# Tianjin Bohai Bank
Tianjin Bohai Bank (chiń. 天津普利司通女排; pinyin Tiānjīn Pǔlìsītōng Nǚpái) – żeński klub piłki siatkowej z Chin. Swoją siedzibę ma w mieście Tiencin.

## Nazwy klubu
- 1997-2000 Tianjin Kumho Tire
- 2000-2012 Tianjin Bridgestone
- 2012- Tianjin Bohai Bank

## Sukcesy
Mistrzostwo Chin:
- 2003, 2004, 2005, 2007, 2008, 2009, 2010, 2011, 2013, 2016, 2018, 2020, 2021, 2022, 2023[1], 2024[2]
- 2006, 2019
- 2017

Klubowe Mistrzostwa Azji:
- 2005, 2006, 2008, 2012, 2019
- 2009, 2011, 2014
- 2017

Klubowe Mistrzostwa Świata:
- 2024[3]
- 2023[4]

## Obcokrajowcy w zespole
| Lata gry  | Imię i nazwisko         | Pozycja     |
| --------- | ----------------------- | ----------- |
| 2025-     | Jineiry Martínez        | środkowa    |
| 2024-     | Alondra Tapia           | atakująca   |
| 2024-2025 | Irina Fietisowa         | środkowa    |
| 2021-2024 | Melissa Vargas          | atakująca   |
| 2019-2020 | Destinee Hooker-Coulter | atakująca   |
| 2018-2019 | Aleksandra Crnčević     | przyjmująca |
| 2016-2017 | Brankica Mihajlović     | przyjmująca |
| 2015-2017 | Nancy Carrillo          | atakująca   |
| 2015-2016 | Ewa Janewa              | przyjmująca |
| 2014-2015 | Brižitka Molnar         | przyjmująca |
| 2014-2015 | Ivana Nešović           | atakująca   |